# Moyen néerlandais
Le moyen néerlandais (Middelnederlands en néerlandais) est un précurseur de la langue néerlandaise moderne. Il est parlé dans les Pays-Bas et dans le nord de la Belgique entre 1150 et 1500. Le moyen néerlandais, qui s'est développé à partir du vieux néerlandais, est également appelé thiois (Diets en néerlandais) même si le terme n'est pas linguistiquement approprié.

## La distinction du vieux néerlandais
Le moyen néerlandais se distingue de l'ancien néerlandais par l'affaiblissement des voyelles tendant vers le schwa. Par exemple, vogala devient vogele (vogelen ou vogels en néerlandais moderne, oiseaux en français). 

## Pas d'unité linguistique
Linguistiquement parlant, le moyen néerlandais n'est autre qu'une appellation générale pour un certain nombre de langues ou de dialectes (ne se ressemblant pas souvent les uns aux autres) qui étaient parlées pendant le Moyen Âge tardif dans les régions néerlandophones actuelles. Il n'y avait alors aucune langue standard, néanmoins tous les dialectes étaient plus ou moins compréhensibles pour tous les locuteurs.

## Grammaire
La grammaire des textes moyen néerlandais est très différente de celle du néerlandais moderne. Tandis que les cas ne portent que le titre d'exceptions en néerlandais moderne (expressions ou locutions), ceux-ci sont très présents en moyen néerlandais. Cette langue compte quatre cas: le nominatif, le génitif, le datif et l'accusatif. Au cours de son évolution, le nombre de cas grammaticaux diminue (déflexion). L'utilisation des cas rend l'ordre des mots dans une phrase beaucoup plus libre (très utile en poésie pour les rimes). 

## Groupes de dialectes
En moyen néerlandais, on comptait cinq groupes principaux:
1. Le brabançon qui englobait l'actuel Brabant-Septentrional, la partie sud de la Gueldre, le Brabant flamand, la province d'Anvers, la région de Bruxelles-Capitale, la partie est de l'actuelle Province de Flandre-Orientale ainsi que la partie nord du Brabant wallon.
2. Le hollandais était principalement dans les actuelles provinces de la Hollande-Septentrionale, de la Hollande-Méridionale et des parties d'Utrecht.
3. Le limbourgeois était parlé aussi bien dans la province du Limbourg hollandaise que dans la province du Limbourg belge.
4. Le moyen néerlandais oriental étaient parlé dans les actuelles provinces de la Gueldre, de l'Overijssel, de la Drenthe et de Groningue.
5. Le flamand (parfois subdivisé en flamand occidental et flamand oriental) était parlé dans les actuelles régions de la Flandre occidentale et de la Flandre orientale mais aussi dans la Flandre zélandaise et dans la Flandre française.

Le limbourgeois et le moyen néerlandais oriental ont environ les mêmes caractéristiques que le moyen haut-allemand et que le moyen bas allemand respectivement. 
Dans cette période, avant l'apparition d'une langue standard, il n'y avait dans ce continuum linguistique aucune frontière linguistique déterminée entre le néerlandais standard actuel et l'allemand. Avec le développement du néerlandais standard, commença la phase suivante : le néerlandais moderne.

## Ouvrages
- Introduction à l'étude du moyen-néerlandais, par A. van Loey, Aubier-Montaigne, 1951, coll. Bibliothèque de Philologie Germanique, tome XV, 130 p.